# Pilar Malla Escofet
Pilar Malla i Escofet (el Pont d'Armentera, Alt Camp, 9 de setembre de 1931) és una mestra i diplomada en treball social catalana, experta en serveis socials i establerta a Barcelona. Fou diputada al Parlament de Catalunya, i primera Síndica de Greuges de Barcelona.

## Trajectòria professional
Durant onze anys va treballar a França amb emigrants espanyols, en centres de salut, en el Servei Social de Mà d'Obra Estrangera i en el Servei Social Internacional.
Ha estat professora de Treball Social en l'Escola Universitària de Treball Social de l'Institut Catòlic d'Estudis Socials de Barcelona (ICESB) de Barcelona entre els anys 1969 i 1990.
Va treballar a Càritas Diocesana de Barcelona com responsable del Departament d'Acció Social entre 1974 i 1978.
Des del 1978 fins al 1981 fou nomenada cap dels Serveis Socials de la Generalitat de Catalunya; i entre 1989 i 1998 ha estat membre del Consell General de Serveis Socials de la Generalitat de Catalunya en representació de les entitats d'iniciativa social.
El 1981 s'hi va reincorporar com secretària general de Caritas Diocesana de Barcelona i en fou la directora entre 1993 i 1998.
Ha format part del Consell Municipal de Benestar Social de l'Ajuntament de Barcelona i ha estat responsable de la Comissió de Pobresa d'aquest consell. Va presidir la Comissió Tècnica de Desequilibris Socials del Pla Estratègic Barcelona 2000.
Ha coordinat diferents publicacions de treball social, ha publicat articles en diverses revistes de treball social i ha promogut treballs que recullen i denuncien la realitat de la pobresa a Catalunya. També és autora de diverses publicacions i ha dirigit planificacions de treball social per a l'Ajuntament de Barcelona i la Generalitat de Catalunya.
És membre del Consell Assessor de la Taula d'Entitats del Tercer Sector Social de Catalunya.
És vice-presidenta del patronat del Centre Català de Solidaritat, CECAS. Fundació que treballa amb drogodependents i està formada per diferents membres de Càritas Catalunya.

## Trajectòria política
Membre de Ciutadans pel Canvi, va ser elegida diputada en el Parlament de Catalunya en la llista del Partit dels Socialistes de Catalunya l'any 1999. Fou presidenta de la Comissió de Política Social del Parlament durant la sisena legislatura (1999-2003).
Del 2004 al maig del 2010 va ser Síndica de Greuges de Barcelona.

## Guardons
Ha estat guardonada amb el Memorial Joan XXIII per la Pau (1985), el Premi d'Honor Lluís Carulla (1988), la Creu d’Or de l’orde civil de la Solidaritat Social del govern espanyol (1996) i la Creu de Sant Jordi (2004).